# Hlortalidon
Hlortalidon je benzensulfonamid-ftalimidin koji se tautomerizuje do benzofenonske forme. On se smatra tiazidu sličnim diuretikom.

## Spoljašnje veze
|  | Molimo Vas, obratite pažnju na važno upozorenje u vezi sa temama iz oblasti medicine (zdravlja). |